# ヒ86船団
ヒ86船団（ヒ86せんだん）は、太平洋戦争後期の1945年1月に運航された、日本の護送船団。連合国軍のフィリピン反攻で南方航路が閉塞に向かうなか、有力な護衛の下に日本本土への石油輸送を試みたが、アメリカ海軍の機動部隊による空襲と遭遇し、護衛艦の一部を残して全滅した。日本の護送船団で最悪の被害を出した事例の一つに数えられ、日本が大規模船団方式の護衛戦術を放棄する転換点となった。

## 背景

### 大船団主義とミ船団廃止
太平洋戦争後半の日本は、占領下にあるオランダ領東インドの油田から重要資源である石油を本土に運ぶため、シンガポールと門司の間でヒ船団と称する大型高速タンカー主体の専用護送船団を運航していた。ヒ船団は、シンガポールへの往路には奇数、門司へ帰る復路には偶数の船団番号が付されており、ヒ86船団は通算86番目（復路43番目）のヒ船団を意味する。また、ヒ船団と並ぶ石油輸送船団として、ボルネオ島ミリ航路に低速の中小タンカー主体のミ船団を就航させていた。
大日本帝国海軍の海上護衛総司令部は、アメリカ潜水艦による通商破壊に対抗するため、1944年（昭和19年）4月頃から護送船団の大規模化を図っていた。船団を集約化することで、護衛艦の集中などを図るねらいがあった。特に重要船団であるヒ船団やミ船団は、護衛艦を含めると15隻から30隻以上の大型船団が多く運航された。この大船団主義は、潜水艦対策として一定の成果を上げた。ただし、空襲に対する防御力は限定的であった。
1944年10月にレイテ島にアメリカ軍が上陸し、フィリピン戦が始まると、南方占領地と日本本土を結ぶシーレーンはいっそう大きな脅威にさらされるようになった。レイテ沖海戦で連合艦隊主力が壊滅し、制海権・制空権は日本の手から急速に失われた。ミ船団は、航路をフィリピン寄りからインドシナ半島寄りに変更するなどして継続を図ったが、積出港のミリがモロタイ島から飛来する爆撃機の空襲で危険となり、同年11月までで廃止となった。それでも大日本帝国海軍はヒ船団だけは維持しようと努力し、タンカーの不足を補うべくミ船団用だった低性能タンカーも、ヒ船団に振り向けることにしていた。

### ルソン島侵攻とグラティテュード作戦

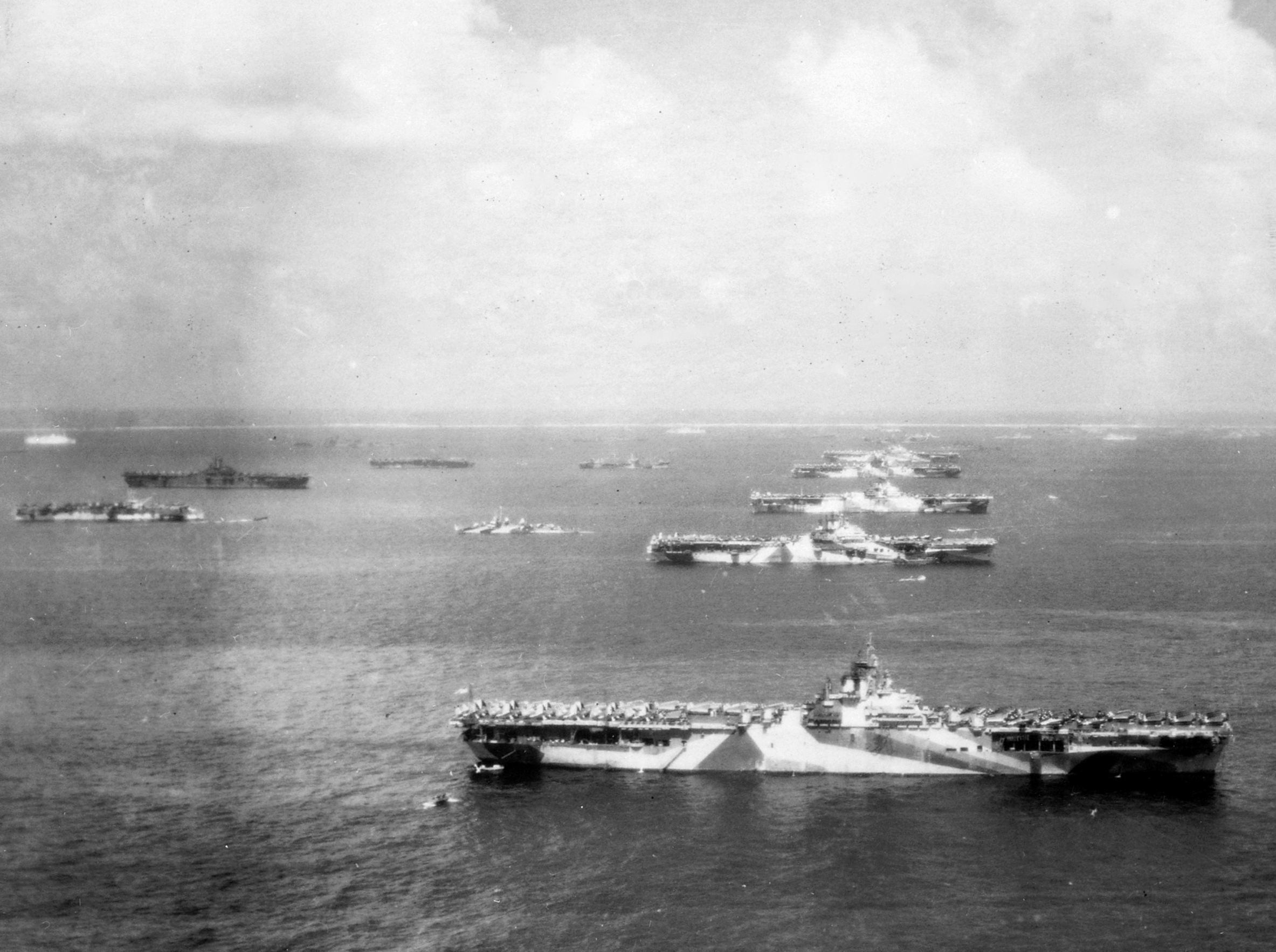
ルソン島攻略作戦に備え、1944年12月、ウルシー泊地に集結した第38任務部隊の空母群。

アメリカ軍は、1944年12月末、ルソン島上陸作戦の支援のため、海軍の第38任務部隊（司令官：ジョン・S・マケイン・シニア中将）に属する高速空母部隊をウルシー泊地から出撃させた。第38任務部隊は正規空母8隻と軽空母3隻を主力とし、搭載航空機800機以上の圧倒的な戦力を有していた。第38任務部隊は、1945年1月3日から台湾周辺を襲い、飛行場や近在のヒ87船団、マタ40船団などに損害を与えていた。
その後、第38任務部隊には、南シナ海に侵入し日本の艦船を攻撃する任務が与えられた。その主要な攻撃目標は、カムラン湾に集結中との情報があった航空戦艦「日向」、「伊勢」以下の日本海軍残存艦隊（第二遊撃部隊）であった。この残存艦隊が反撃に出てくれば、ルソン島上陸船団にとって脅威となると考えられた。実際に、前年12月末には第二遊撃部隊の巡洋艦2隻（足柄と大淀）および第二水雷戦隊により礼号作戦（指揮官木村昌福第二水雷戦隊司令官）を敢行した。また本年1月3日にも、第二遊撃部隊はカムラン湾への進出命令を受け（南西方面部隊電令作第2号）、シンガポールで出撃準備中だった。
もっとも、本任務は「レイテ沖海戦で撃沈できなかった日向と伊勢を捕捉したい」というハルゼー提督の思惑も込められていた。
第38任務部隊の南シナ海侵入計画は、グラティテュード作戦（Operation “Gratitude”）と命名された。第38任務部隊は、1月7日から8日にルソン海峡を突破し、南シナ海に侵入を開始した。

## 航海の経過

### 船団の編成

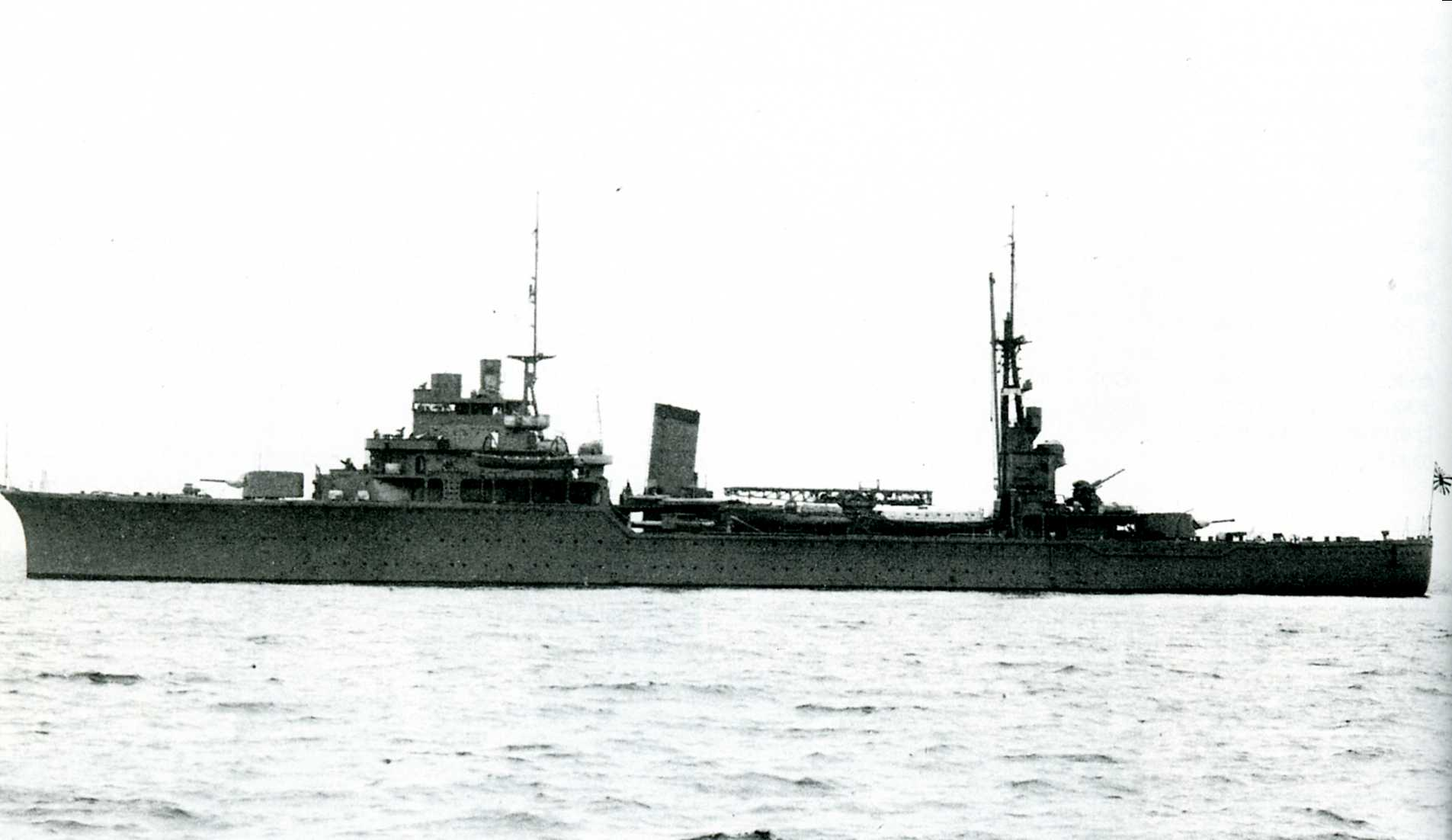
ヒ86船団を率いていた練習巡洋艦「香椎」

ヒ86船団に参加するためシンガポールに集まった輸送船は、タンカー「極運丸」（極洋捕鯨：10045総トン）、同「さんるいす丸」（三菱汽船：7268総トン）、同「大津山丸」（三井船舶：6859総トン）、同「昭永丸」（大阪商船：2764総トン）、貨物船「永万丸」（日本郵船：6968総トン）、同「余州丸」（宇和島運輸：5711総トン）、同「辰鳩丸」（辰馬汽船：5396総トン）、同「建部丸」（大阪商船：4519総トン）、冷凍船「第63播州丸」（西大洋漁業：533総トン）および屎尿運搬船「優清丸」（東京都：600総トン）のタンカー4隻とその他6隻だった。各船は石油やボーキサイト、生ゴムなどの天然資源を満載していた。ヒ船団と称しても、従来であればミ船団に加入していたような小型船が含まれ、船団速力は8ノットと低速だった。各船には、機関砲や爆雷を装備したり、煙幕展開用の発煙筒を搭載したりといった自衛武装が施されていた。
船団は1944年12月30日に輸送船のみでシンガポールを出港して北上、1月4日にフランス領インドシナ（仏印）のサンジャック（聖雀、現在のブンタウ）に到着した。サンジャックで、門司から同地までヒ85船団を護衛してきた第101戦隊（司令官：澁谷紫郎少将）と合流し、1月6日に船団編成を完了した。第101戦隊は、日本海軍初の船団護衛専用の戦隊で、練習巡洋艦「香椎」を旗艦とした。本来は隷下に海防艦6隻を有していたが、ヒ85船団の護衛中に海防艦「対馬」が空襲で損傷離脱していたため、軽巡1隻・海防艦5隻（鵜来、大東、27号、23号、51号）の陣容だった。

### サンジャック出航

緑色に着色されているのが現在のベトナムのビンディン省で、クイニョン湾は同省に含まれる。ヒ86船団が空襲を受けたのは、着色部の沿岸海域となる。

サンジャック碇泊中にルソン島へのアメリカ軍上陸開始の情報がもたらされたが、危険度がわずかでも低いうちに通過するしかないとの判断で、速やかに出航する方針となった。艦長会議に出席していた海上護衛総司令部参謀の大井篤大佐も同意した。
1月9日、ヒ86船団はサンジャックを出港した。敵潜水艦の襲撃を避けるため、水深が浅い沖合2km程度の接岸航法を採った。日本側はレーダー性能が劣るので、目視警戒の困難な夜間航海は避け、10日夜はバンフォン湾（en）、11日夜はクイニョン湾（キノン湾）に碇泊した。

### 対空戦闘

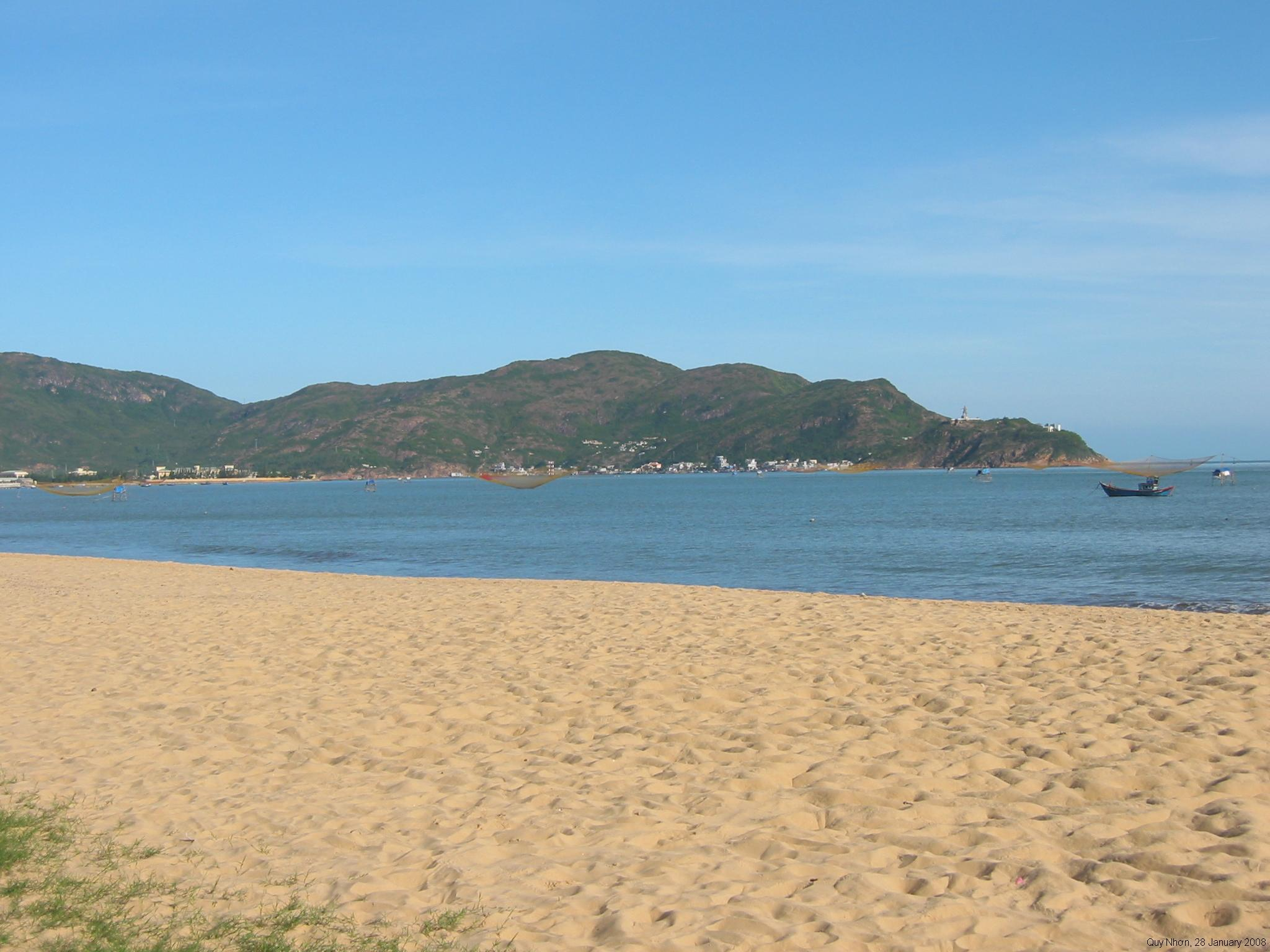
現在のクイニョン付近の海岸線。

1月12日未明、カムラン湾東方沖に達した第38任務部隊は、空母「エンタープライズ」、「インディペンデンス」から夜間偵察隊を発進させて第二遊撃部隊（日向、伊勢）を探したが、発見できなかった。
第二遊撃部隊は1月7日にカムラン湾進出命令が取り消され（南西方面部隊電令作第7号）、主力はリンガ泊地に碇泊していたためであった。
主目標を発見できなかった第38任務部隊は、やむなく輸送船などを代わりに攻撃することにした。
ヒ86船団は、12日午前7時前にクイニョン湾を出港して北上していたが、午前9時頃に敵艦上機3機に発見された。第901海軍航空隊の戦闘機1機が船団上空を警戒していたが、撃墜されてしまった。午前10時に再び3機編隊の艦上機の接触を受けると、澁谷少将は、対空戦闘の準備を命じた。船団は輸送船を2列縦隊に組んで接岸航行し、沖側を「香椎」を先頭にした護衛艦で囲んだ戦闘隊形を構えた。
午前11時06分頃から、第一波の艦上爆撃機16機による空襲が始まり、貨物船「余州丸」が最初に炎上沈没した。貨物船「永万丸」とタンカー「大津山丸」は、いずれも機銃掃射を受けて舵が故障し衝突、人力操舵に切り替えた。澁谷少将は、午前中の空襲の被害を見て、万一の場合に備えて機密書類の処分を用意するよう船団全艦船に命令した。
12時過ぎから第二波の空襲が始まり、同日18時頃まで延べ約150機の波状攻撃が続いた。主力は爆撃機で、一部は雷撃機だった。護衛艦艇・輸送船とも、弾薬が尽きるほど激しく対空砲火で応戦したが、夕刻までに輸送船は全滅した。まず、「永万丸」が爆弾3発の直撃を受けて12時20分に沈没。舵故障で落伍した「大津山丸」も大破炎上し、午後2時30分に海岸に擱座した。他の船も次々と被爆炎上し、ほとんどは沈没を免れるために自ら海岸に擱座した。タンカー「さんるいす丸」が最後まで残ったが、対空砲弾が尽きて脱出不可能と判断し、午後4時に海岸に擱座。船体は午後5時頃からの約30機の爆撃で炎上した。
護衛艦艇に対しても激しい攻撃が加えられ、「香椎」は魚雷1発と爆弾2発を受けて午後2時8分頃に後部弾薬庫に引火爆沈した。澁谷少将以下多数が戦死した。最後尾の「第五十一号海防艦」も、午後2時16分に爆弾の直撃を受けた際に爆雷が誘爆、瞬時に爆沈した（戦死159名）。「第二十三号海防艦」(艦長:井上光武少佐)は行方不明で生存者が無く、沈没状況不明となっている。海防艦「鵜来」、「大東」、「第二十七号海防艦」は、損傷しながらもスコールの陰などに退避して生き残った。
ヒ86船団の16隻中13隻沈没という艦船の損害率は、ヒ船団中で最悪の事例となった。擱座した船にも徹底的に追撃が加えられ、10隻の輸送船は積荷・船体とも全損となった。ただし、沿岸で沈没したために船員の人的被害は比較的軽かった。

### 周辺船団等の被害
ヒ86船団を全滅させた後、第38任務部隊は、付近の他の船団にも次々と襲いかかった。1月12日に仏印沿岸で空襲を受けた日本艦船被害は、ユサ04船団（輸送船3隻全滅）、サシ05船団（輸送船3隻・護衛艦1隻全滅）、サタ05船団（輸送船6隻・護衛艦5隻全滅）、サシ40船団（輸送船3隻沈没・2隻損傷）およびサンジャック等に在泊の輸送船11隻沈没の計35隻（計13万6130総トン）沈没に及んだ。
その後も第38任務部隊は、北上しつつ日本側艦船や基地を次々と襲った。1月15-16日には馬公で大型タンカー「みりい丸」が沈没、香港でヒ87船団の大型タンカー3隻（「神威」ほか）が失われ、1月21日には高雄で輸送船10隻が沈められた。1月12-21日の一連の空襲による日本側損害は、輸送船48隻（計22万1179総トン）と海軍艦艇11隻の沈没であった。

## 日本の資源輸送への影響
ヒ86船団で失われた艦船は、日本にとって大きな損害であった。本船団を含めた1945年1月中の第38任務部隊による被害は、輸送船83隻（28万3000総トン）沈没に達した。潜水艦などによる損害も合わせると42万5000総トンに上る。中でも、貴重なタンカーが18万総トンも含まれていたことは、日本の戦争継続能力に打撃となった。
艦船や積荷といった直接の損害以上に、南シナ海の奥深くにまでアメリカ海軍機動部隊が侵入してきたことが、大日本帝国海軍に衝撃を与えた。オランダ領東インドの資源地帯を占領していても、南シナ海のシーレーンが遮断されてしまっては日本列島に物資が輸送できず無意味となるからである。さらにルソン島にアメリカ軍の航空基地を設置されれば、南シナ海シーレーンが常時空襲の脅威にさらされると予想された。
そこで大本営は、石油輸送のみに限って南方占領地からのシーレーンを維持する方針を立て、これに基づき大日本帝国海軍は護衛のための南号作戦を発動することになった。ヒ86船団の戦訓を踏まえ、大船団主義を採っても大規模な空襲には対抗不可能なことから、小規模の船団として被害を極限する方式に戦術が変更されることになった。最後の努力である南号作戦は、この後3月下旬まで続いた。
戦史叢書では『潜水艦による海上交通破壊戦は、地道ななしくずし的作戦であるが、機動部隊による海上交通破壊戦は、爆発的大量虐殺的な作戦であって、台風一過あとには何物も残さない凄惨なものであった。』と総括している。